# イソロイシンtRNAリガーゼ
イソロイシンtRNAリガーゼ(Isoleucine—tRNA ligase、EC 6.1.1.5)は、以下の化学反応を触媒する酵素である。
ATP + L-イソロイシン + RNA{\displaystyle \rightleftharpoons }AMP + 二リン酸 + L-イソロイシルtRNAIle
従って、この酵素は、ATPとL-イソロイシンとRNAの3つの基質、AMPと二リン酸とL-イソロイシルtRNAIleの3つの生成物を持つ。
この酵素はリガーゼに分類され、特にアミノアシルtRNAと関連化合物に炭素-酸素結合を形成する。系統名はL-イソロイシン:tRNAIleリガーゼ(AMP生成)(L-isoleucine:tRNAIle ligase (AMP-forming))である。イソロイシントランスラーゼ等とも呼ばれる。この酵素は、バリン、ロイシン、イソロイシンの生合成及びアミノアシルtRNAの生合成に関与している。

## 構造
2007年末時点で、10個の構造が解かれている。蛋白質構造データバンクのコードは、1FFY、1JZQ、1JZS、1QU2、1QU3、1UDZ、1UE0、1WK8、1WNY、1WNZである。